# 류승원
류승원(柳承源, 1921년 6월 25일 ~ 1984년 1월 11일)은 대한민국의 군인 출신 정치인이다. 예비역 육군 준장이며 제6·8·9·10대 국회의원을 지냈다. 호(號)는 범초(凡樵)이다.

## 일생

### 생애 초기
황해도 해주에서 출생하였으며 황해도 평산과 신천군에서 성장했다.

### 학력
- 1940년 신천고등농림학교 졸업
- 1947년 육군사관학교 3기 졸업
- 1949년 육군포병학교 졸업
- 1950년 육군보병학교 졸업
- 1955년 국학대학교 법학과 학사
- 1956년 육군공병학교 졸업
- 1958년 육군대학 졸업

### 경력
- 5·16 군사정변 참가
- 인천시장
- 육군 준장 예편
- 경인지구종합개발추진위원장
- 대통령 민정수석비서관
- 민주공화당 경기제1지구 위원장ㆍ동기위원장
- 민주공화당 중앙상임위원
- 친선외교 및 시찰차 40여개국 순방
- 국회 교체위원장

## 역대 선거 결과
|  | 34.69% |

|  | 45.45% |

|  | 58.96% |

|  | 38.88% |

|  | 31.82% |